# Joël Martineau
Pour les articles homonymes, voir Martineau.
Joël Martineau, né le 15 janvier 1945 à Nantes (Loire-Atlantique) est un acteur, metteur en scène et directeur artistique français.
Très actif dans le doublage, il a été une des voix françaises de James Woods et a également occasionnellement doublé Richard Gere et Lance Henriksen. Il a aussi été la voix de Tobias Moretti dans la série Rex, chien flic.
Au début des années 2000, il a arrêté cette activité.

## Filmographie

### Télévision
- 1968 : Au théâtre ce soir : Azaïs de Georges Berr et Louis Verneuil, mise en scène Jean Le Poulain, réalisation Pierre Sabbagh, Théâtre Marigny
- 1971 : Au théâtre ce soir : Fric-Frac d'Édouard Bourdet, mise en scène Jean Le Poulain, réalisation Pierre Sabbagh, Théâtre Marigny
- 1973 : Au théâtre ce soir : La Nuit des rois de William Shakespeare, mise en scène Jean Le Poulain, réalisation Georges Folgoas, Théâtre Marigny
- 1984 : Série noire : Sa majesté le flic de Jean-Pierre Decourt
- 1965 : La princesse du rail
- 1970 : Le tour du monde en 80 jours
- 1971 : Une fille seule
- 1972 : Sarah
- 1973 : L'homme qui rit
- 1974 : La filière
- 1975 : Marie Antoinette
- 1976 : Le vérificateur
- 1977 : Les mutants
- 1978 : Amigo

## Théâtre

### Mise en scène
- 1963 : Andromaque  - Le Cid - La Machine Infernale
- 1964 : Tête de Rechange
- 1965 : Les Filles
- 1966 : Noces de sang-Cyrano de Bergerac
- 1967 : Le songe d'une nuit d'été
- 1968 : La malédiction -L'impromptu de Versailles
- 1969 : Interdit au public
- 1970 : Le chevalier au pilon ardent - Othello
- 1971 : Le malade imaginaire
- 1972 : Les Vilains d'après Ruzzante, mise en scène Jacques Échantillon, Festival du Marais, Théâtre de l'Atelier
- 1972 : Il faut que le sycomore coule
- 1973 : Tête d'or - Neuvième année de clair obscur
- 1974 : Le barbier de Séville
- 1976 : Bébé chéri - Horace
- 1980 : Tranches de vie
- 1982 : Georges Dandin

## Doublage
Les dates inscrites en italique correspondent aux sorties initiales des films dont Joël Martineau a assuré le redoublage.

### Cinéma

#### Films
- James Woods dans : (7 films)
  - Cop (1988) : Lloyd Hopkins
  - Coupable ressemblance (1989) : Eddie Dodd
  - Famille immédiate (1989) : Michael Spector
  - La Manière forte (1991) : Lieutenant John Moss
  - La Nuit du défi (1992) : Gabriel Caine
  - Écarts de conduite (2001) : Leonard D'Onofrio
  - Scary Movie 2 (2001) : Père McFeely
  - Northfork (2003) : Walter O'Brien

- Richard Gere dans : 
  - American Gigolo (1980) : Julian Kaye
  - Officier et Gentleman (1981) : Zack Mayo
  - Affaires privées (1990) : Dennis Peck

- Lance Henriksen dans : 
  - Terminator (1984) : Inspecteur Val Vukovich / Le narrateur dans la scène d'ouverture du film
  - Johnny Belle Gueule (1989) : Rafe Garrett
  - Alien vs. Predator (2004) : Charles Bishop Weyland

- Peter Weller dans : 
  - Blue-Jean Cop (Shakedown) de James Glickenhaus (1988) : Roland Dalton
  - Leviathan (1989) : Steven Beck
  - Planète hurlante (1995) : Joseph Hendrickson

- David Carradine dans : 
  - Martial Law (1990) : Dalton Rhodes
  - À chacun sa loi (en) (1992) : Mr C.
  - Brothers in Arms (2005) : Driscoll

- Billy Bob Thornton dans : 
  - Armageddon (1998) : Dan Truman
  - Love Actually (2003) : Président des États-Unis
  - Friday Night Lights (2004) : Coach Gary Gaines

- Kurt Russell dans :
  - La Grosse Magouille (1980) : Rudy Russo
  - Captain Ron (1992) : Capitaine Ron[1]

- Chevy Chase dans :
  - Trois amigos ! (1986) : Dusty Bottoms
  - Héros malgré lui (1992) : Deke

- J. Kenneth Campbell dans :
  - Délit d'innocence (1989) : Lieutenant Freeberry
  - Le Vol de l'Intruder (1991) : "Cowboy" Parker

- John C. McGinley dans :
  - Le Carrefour des Innocents (1989) : docteur Farmer
  - Harvard à tout prix (2002) : détective Charles

- John Hurt dans :
  - La Résurrection de Frankenstein (1990) : le docteur Joe Buchanan
  - The Field (1990) : 'Bird' O'Donnell

- Leon Rippy dans :
  - Moon 44 (1991) : Sykes
  - Universal Soldier (1992) : Woodward

- Will Patton dans :
  - Copycat (1996) : Nicolette
  - Le Plus Beau des combats (2000) : Bill Yoast

- 1967 : Objectif Lune : Chiz (Robert Duvall)
- 1971 : Charlie et la Chocolaterie : Stanley Kael (Stephen Dunne)
- 1972 : Massacre : Frank Morelli (Robert Phillips)
- 1973[2] : Harry, gentleman pickpocket : Ray Haulihan (Michael Sarrazin)
- 1975[3] : Les Dents de la mer : Martin Brody (Roy Scheider)
- 1979 : Mélodie meurtrière : Albino (Natale Tulli)
- 1980 : Nijinski : Michel Fokine (Jeremy Irons)
- 1980 : La Malédiction de la vallée des rois : Paul Whittier (Patrick Drury)
- 1980 : Xanadu : Sonny Malone (Michael Beck)
- 1980 : Stardust Memories : voix de l'animateur du cabaret[Qui ?]
- 1981 : Bandits, bandits : Robin des Bois (John Cleese)
- 1981 : Excalibur : le chevalier Urien (Keith Buckley)
- 1981 : L'Anti-gang : Nosh (Richard Libertini)
- 1981 : Hurlements : Chris (Dennis Dugan)
- 1981 : Les Chariots de feu : Duc de Sutherland (Peter Egan)
- 1981 : Gallipoli : Frank Dunne (Mel Gibson)
- 1981 : Das Boot : Johann (Erwin Leder) (1er doublage)
- 1981 : Wolfen : Eddie Holt (Edward James Olmos)
- 1982 : Gandhi : Collins (Richard Griffiths)
- 1982 : Amityville 2 : Le Possédé : Père Tom (Andrew Prine)
- 1982 : Y a-t-il enfin un pilote dans l'avion ? : Unger (Kent McCord)
- 1983 : Tonnerre de feu : Lui-même (Mario Machado)
- 1983 : Un fauteuil pour deux : Journaliste TV (Bill Boggs)
- 1983 : Psychose 2 : District Attorney (Michael Lomazow)
- 1984 : Le Meilleur : John Olsen (Jon Van Ness)
- 1984 : Vivre pour survivre : Noah (Fred Williamson)
- 1984 : Philadelphia Experiment : Commandant Clark (Kene Holliday)
- 1984 : Footloose : Chuck Cranston (Jim Youngs)
- 1984 : Signé : Lassiter : Quaid (Christopher Malcolm)
- 1985 : Retour vers le futur : Voix du journaliste à la radio
- 1986 : Highlander : Walter Bedsoe (Jon Polito)
- 1986 : Aliens, le retour : Al Apone (Al Matthews)
- 1986 : House : Lieutenant (Dwier Brown)
- 1986 : La Loi de Murphy : Art Penny (Robert F. Lyons)
- 1987 : Sens unique : Kevin O'Brien (Leon Russom)
- 1987 : China Girl : Enrico Perito (Robert Miano)
- 1987 : La Veuve noire : Bruce (Terry O'Quinn)
- 1987 : Predator : Billy Sole (Sonny Landham)
- 1987 : L'Irlandais : Liam Docherty (Liam Neeson)
- 1987 : Dangereuse sous tous rapports : Ray Sinclair (Ray Liotta)
- 1988 : Maniac Cop : Jack Forest (Bruce Campbell)
- 1988 : Mississippi Burning : Maire Tilman (R. Lee Ermey)
- 1988 : Presidio, base militaire, San Francisco : Arthur Peale (Mark Blum)
- 1989 : L'Arme fatale 2 : Pieter Vorstedt (Derrick O'Connor)
- 1989 : Les Banlieusards : Détective (Franklyn Ajaye)
- 1989 : Pink Cadillac : Alex (Michael Des Barres)
- 1989 : Turner et Hooch : Howard Hyde (Craig T. Nelson)
- 1989 : Vidéokid : L'Enfant génial[4] : l'animateur de Vidéo Armageddon (David D'Ovidio)
- 1989 : Le Carrefour des innocents : Dr Farmer (John C. McGinley)
- 1990 : Un look d'enfer : Mitchell Potts (Kevin Scannell)
- 1990 : La Nurse : Ned Runcie (Brad Hall)
- 1990 : Predator 2 :  Tony Pope (Morton Downey Jr.)
- 1990 : Une trop belle cible : Grec (Tony Sirico)
- 1990 : Mr Quigley l'Australien : Dobkin (Tony Bonner)
- 1990 : Présumé Innocent : Lionel Kenneally (Madison Arnold)
- 1990 : À la poursuite d'Octobre rouge : Capitaine Charlie Davenport (Daniel Davis)
- 1990 : La Créature du cimetière : Tucker Cleveland / l'exterminateur (Brad Dourif)
- 1991 : Grand Canyon : Davis (Steve Martin)
- 1991 : Un crime dans la tête : Lou Sherwood (Jerry Orbach)
- 1991 : Wedlock : Frank Warren (Rutger Hauer)
- 1991 : Troubles : Jeb Scott (Corbin Bernsen)
- 1991 : Boyz N the Hood : Officier Coffey (Jessie Lawrence Ferguson)
- 1991 : Homicide : Charlie Olcott (Lionel Mark Smith)
- 1992 : La Loi de la nuit : John Bonney (David W. Butler)
- 1992 : Light Sleeper : Robert (David Clennon)
- 1992 : Jeux d'adultes : Richard Parker (Kevin Kline)
- 1992 : Crashs en série : Michael Ives (Hannes Jaenicke)
- 1992 : Lune de miel à Las Vegas : Sally Molars (John Capodice)
- 1992 : Twin Peaks: Fire Walk with Me : Leland Palmer (Ray Wise)
- 1992 : Sister Act : Inspecteur Clarkson (Jim Beaver)
- 1992 : 1492 : Christophe Colomb : Capitaine Mendez (Kevin Dunn)
- 1993 : Cavale sans issue : M. Dunston (Ted Levine)
- 1993 : Les Princes de la ville : Mano (Victor Mohica)
- 1993 : Le Concierge du Bradbury : Mr. Brinkerhoff (John Cunningham)
- 1993 : Made in America : Bob Takashima / James  (Clyde Kusatsu) / (Jeffrey Joseph)
- 1993 : Un flic et demi : Nick McKenna (Burt Reynolds)
- 1993 : Fortress : Garde-frontière (Eric Briant Wells)
- 1994 : Un ange gardien pour Tess : Howard Schaeffer (James Rebhorn)
- 1995 : Mort subite : Lui-même (Mike Lange)
- 1995 : Le Président et Miss Wade : Bob Rumston (Richard Dreyfuss)
- 1995 : Meurtre en suspens : Officier Trust (Bill Smitrovich)
- 1996 : Le Droit de tuer ? : Dr Wilbert Rodeheaver (Anthony Heald)
- 1996 : La Couleur de l'arnaque : le manager de Roper (Albert Hall)
- 1996 : Liens d'acier : Pat Schiller (Robert John Burke)
- 1997 : Ennemis rapprochés : Harry Sloan (Simon Jones)
- 1997 : George de la jungle : Arthur Stanhope (John Bennett Perry)
- 1997 : Jackie Brown : Marcus Dargus (Michael Bowen)
- 2000 : Fausses Rumeurs : Professeur Goodwin (Eric Bogosian)
- 2000 : Loser : M. Tannek (Dan Aykroyd)
- 2001 : Joe La Crasse : Tim / Buffalo Bob (Brian Thompson)
- 2001 : Charlie et ses drôles de dames : Bosley (Bill Murray)
- 2003 : Freaky Friday : Dans la peau de ma mère : Mr Battes (Stephen Tobolowsky)
- 2003 : Dark Blue : Jack Van Meter (Brendan Gleeson)
- 2017 : Geostorm : Rico (David S. Lee)

#### Film d'animation
- 1982 : Brisby et le Secret de NIMH :  le fermier Fitzgibbons
- 2003 : Barbie et le Lac des cygnes : le père d'Odette
- 2004 : Barbie Cœur de princesse : Preminger
- Les Aventures extraordinaires du Père Noël : Mogorb

### Télévision

#### Téléfilms
- 1986 : Le Fantôme de Canterville : Harry Canterville (Ted Wass)
- 1996 : Gotti : Joe Dimiglia (Tony Sirico)
- 1997 : Innocence perdue : Matthew French (Dave Nichols)
- 2001 : Beethoven 4 : Richard Newton (Judge Reinhold)
- 2001 : Le Crime de l'Orient-Express : Mr. Samuel Ratchett (Peter Strauss)
- 2001 : Tremors 3 : Retour à Perfection : Agent Frank Statler (Tom Everett)
- 2003 : Panique sous les Tropiques : Joseph (Ralf Moeller)
- 2003 : Dangereuse séduction : Adam Hamilton (Andrew Jackson)

#### Séries télévisées
- 24 heures chrono : Ramon Salazar (Joaquim de Almeida)
- Battlestar Galactica : William Adama (Edward James Olmos)[5]
- C'est pas ma faute ! : Jerry Stage (Fred Willard)
- Chair de poule : Dan O'Dell (Martin Doyle)
- Chair de poule : Slappy (Cathal J. Dodd)
- Le Drew Carey Show : Steve Carey (John Carroll Lynch)
- Fame L.A. : David Graysmark (William R. Moses)
- Frasier : Frasier Crane (Kelsey Grammer)
- Friends : Mr. Franklin (Geoff Pierson) (saison 8, épisode 5)
- Inspecteur Frost : Inspecteur Frost (David Jason)
- Les Enquêtes du professeur Capellari : Prof. Viktor Capellari (Friedrich von Thun)
- NCIS : Enquêtes spéciales : Tom Morrow (Alan Dale)
- New York, section criminelle : James Deakins (Jamey Sheridan)
- Odyssey 5 : Chuck Taggart (Peter Weller)
- Oz : Tim McManus (Terry Kinney)
- Rex, chien flic : Commissaire Richard Moser (Tobias Moretti)
- Le Souffle de la guerre : Mark Hartley (Ron Rifkin)
- Starsky et Hutch : Bernie (Macon McCalman)
- Un cas pour deux : l'avocat Reiner Franck (Rainer Hunold)
- X-Files : Dr. Hodge (Xander Berkeley)
- Au-delà du réel, l'aventure continue : Dr. McEnerney (Bruce Davison)
- Stargate SG-1 : Colonel Harry Maybourne (Tom McBeath)

#### Séries d'animation
- Superman, l'Ange de Métropolis : Jonathan Kent
- Rémi sans famille : Paul
- Cathy la petite fermière : Boris (le frère de Peter)
- Kipper : Kipper
- Olive et Tom : voix de remplacement Johnny Mason, Jeff Turner épisode 27 et 28
- Wounchpounch : Malédictus Maggot
- Les castors allumés : Norbert
- Mad Jack le pirate : Snuk
- 2001 : La Légende de Tarzan : Hooft

### Direction artistique
Les dates inscrites en italique correspondent aux sorties initiales des films dont Joël Martineau a assuré le redoublage.
Séries télévisées
- Dead Zone (co-direction avec Blanche Ravalec et Érik Colin)
- Un agent très secret (co-direction avec Philippe Chatriot)